# Silene sorensenis
Silene sorensenis — вид трав'янистих рослин родини Гвоздичні (Caryophyllaceae).

## Опис
Рослина багаторічна, росте в щільних пучках; стрижневий корінь довгий міцний; каудекс зазвичай розгалужений. Стебла прості нижче зони квітів, міцні, 5–30 см, запушені, клейко-залозисті. Листки в основному базальні, супротивні; пластини 1.5–3(8) см завдовжки й 2–4(8) мм ушир, розлогі, довгасті, плоскі, здаються одножильними; верхня поверхня листя тьмяна, гладка чи волосаті (рідко), волоски прості; нижня поверхня листа гладка чи волохата, волоски рідкі, білі (якщо є); поля з не залозистими волосками; вершини гострі. Стеблові листки в 1–2 парах, безчерешкові, пластини вузько-довгасто-ланцетні, 5–30 × 1.5–5 мм, з фіолетовою верхівкою, ± гострі, запушення як у базальних листків.
Суцвіття одиночні, кінцеві, 1–3-квіткові, з приквітками, щільно волохаті з фіолетовими волосками різної довжини, приквітки листоподібні, ланцетні, 4–10 мм. Квітки: чашолистки звичайні, 5, 9–14 мм завширшки, фіолетові або зелені, волохаті, волоски залозисті; пелюстки звичайні, вільні, довші, ніж чашолистки, 5, білі, зворотнояйцеподібні, 11–15 мм завдовжки; тичинки 10; пиляки жовті, еліпсоїдні, 0.8–1.1 мм у довжину. Плоди з чашечкою стійкі, сухі, капсула, довгасті, жовтуваті, 8–12 мм завдовжки, шириною 4–5 мм, поверхня виглядає безжильною, відкривається з зубчиками у верхній частині капсули; зубчиків 5 (часто розбиваючись на 10). Насіння численне, 0.8–1 мм завдовжки, коричневе, поверхня бородавчаста (без крил). 2n= 72 (6x).

## Поширення
Північна Америка: Ґренландія, пн. Канада; Азія: Далекий Схід.
Населяє арктичну тундру на гравію та глині; 0–300 м.

## Галерея

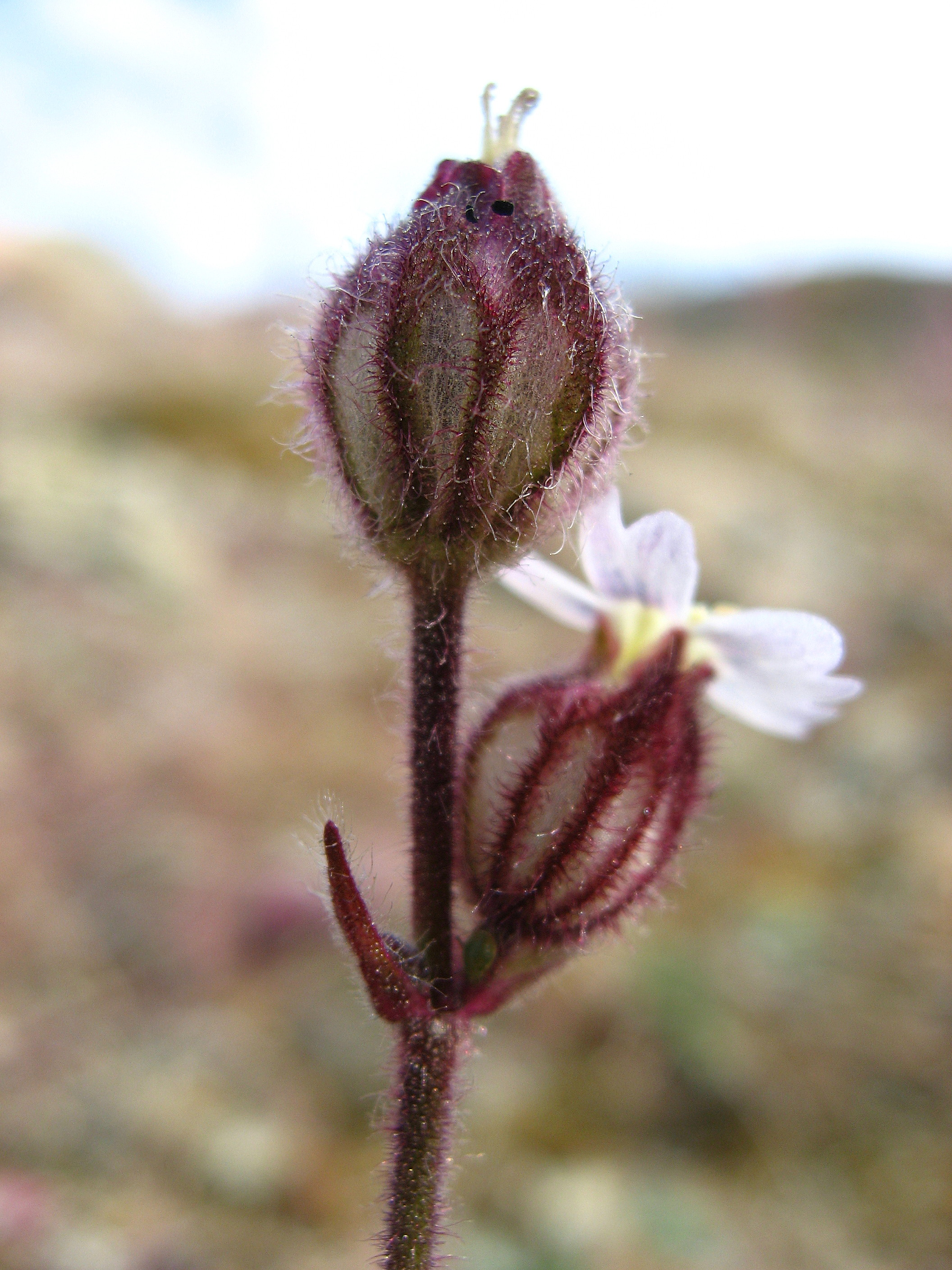
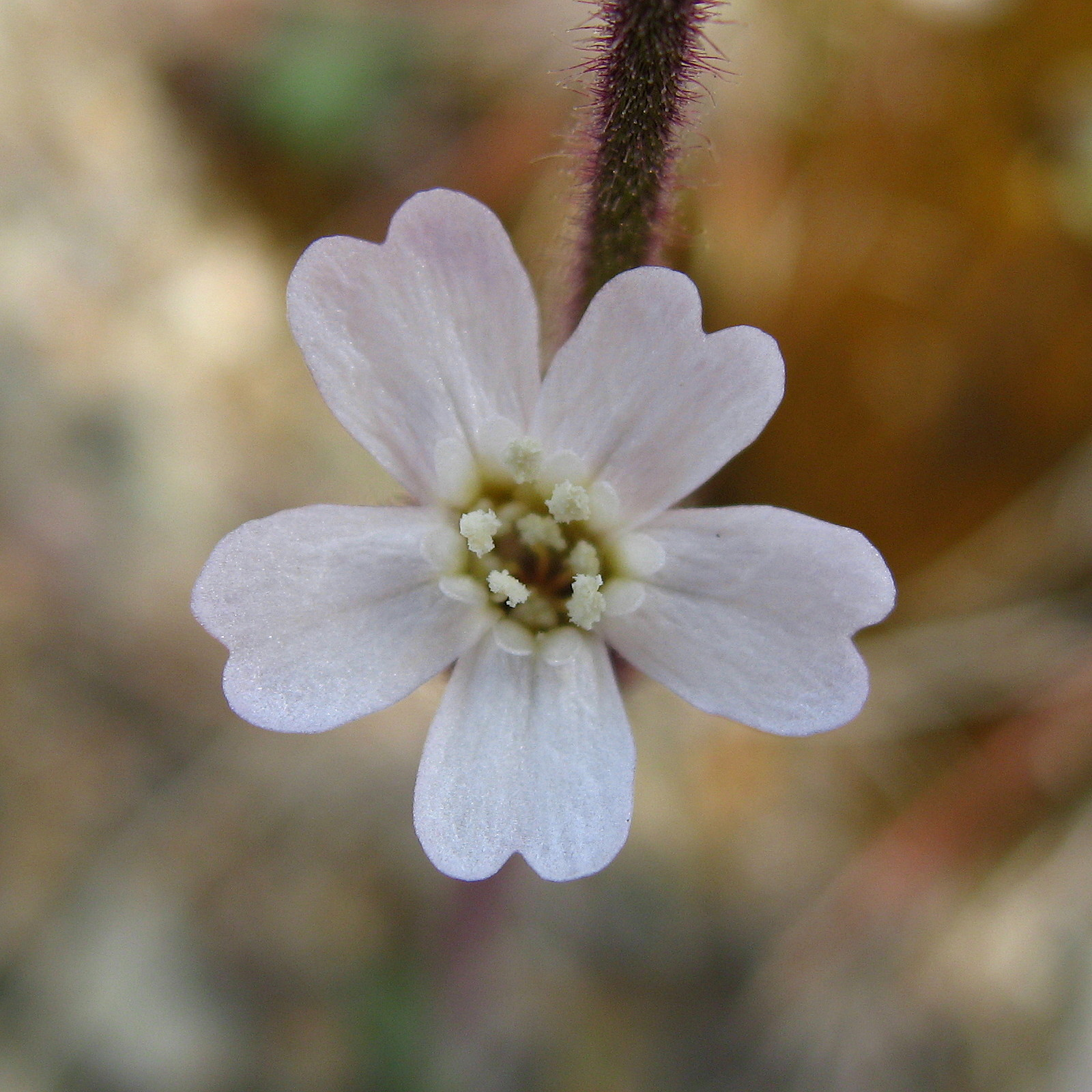